# Neuköllner SC Marathon 02
Neuköllner SC Marathon 02 is een Duitse voetbalclub uit het Berlijnse stadsdeel Neukölln. De club speelt thuiswedstrijden op de Hertzbergplatz, dat het deelt met rivaal 1. FC Neukölln en de vrouwenploeg van BSV Grün-Weiss Neukölln.

## Geschiedenis
De club ontstond in 1902 door een fusie van Berliner TuFC Hohenzollern 1890 en Arminia-Urania Neukölln. Aanvankelijk speelde de club onder de naam Neuköllner Athletikklub Marathon 1902. In 1926 fusioneerde de club met FC 1921 Berlin en nam de naam Neuköllner SC Marathon aan. De club speelde geen noemenswaardige rol tot aan het einde van de Tweede Wereldoorlog. Na de oorlog werden alle Duitse voetbalclubs opgeheven. Marathon werd pas in 1950 heropgericht. In 1959 promoveerde de club naar de Amateurliga Berlin, de tweede klasse, maar degradeerde na één seizoen weer.
Hierna duurde het tot 1990 vooraleer de club weer in de schijnwerpers kwam te staan na een promotie naar de Oberliga, de hoogste klasse van West-Berlijn en de derde klasse in West-Duitsland. Na dit seizoen werd Duitsland herenigd en speelde de club in de Oberliga Nordost. Na twee seizoenen degradeerde de club. In 1991 bereikte de club wel de finale van de Berlijnse beker, maar verloor hier van Türkiyemspor Berlin. Hierdoor plaatste de club zichwel voor de eerste ronde van de DFB-Pokal, waarin de club van de latere laureaat Hannover 96 verloor met 0-7.
Tot 2002 speelde de club in de Verbandsliga, sinds 1994 de vijfde klasse. Hierna verdween de club naar de laagste reeksen. Van 2008 tot 2019 speelde de club zelfs in de tiende klasse. Na het seizoen 2022 fuseerde de club met 1. FC Novi Pazar 95 en trad aan als 1. FC Novi Pazar-Marathon 1895, maar in 2024 werd die naam weerd in 1. FC Novi Pazar 95 gewijzigd.